# Jiao Zhimin
Jiao Zhimin, född 1 december 1963 i Kina, är en kinesisk bordtennisspelare som tog individuellt OS-brons i Seoul år 1988 och lyckades ta silver i dubbel samma mästerskap tillsammans med Chen Jing.  Vid världsmästerskapen i bordtennis 1985 i Göteborg tog hon sig till semifinal.

### Fotnoter
1. 1 2  ”Jiao Zhimin Biography and Olympic Results”. www.Sports-Reference.com. Arkiverad från originalet den 25 mars 2011. https://web.archive.org/web/20110325054729/http://www.sports-reference.com/olympics/athletes/ji/jiao-zhimin-1.html. Läst 22 februari 2010.
2. ↑  ”JIAO Zenmin (CHN)”. ITTF Database. Arkiverad från originalet den 16 juni 2011. https://web.archive.org/web/20110616204509/http://www.ittf.com/ittf_stats/All_events3.asp?Event_Name=&ID=3240&Year=&Formv_all_events_Sorting=8&Formv_all_events_Sorted=8&. Läst 22 februari 2010.